# 三毛猫ホームズの失楽園
『三毛猫ホームズの失楽園』（みけねこホームズのしつらくえん）は、日本の小説家赤川次郎によって1996年に発表された三毛猫ホームズシリーズの長編推理小説である。

## あらすじ
怪盗チェシャ猫から、ニヤニヤ笑いの脅迫状が届いた。アダムとイブ・コンクールに出展される絵を盗むというのだ。片山義太郎と晴美は、最終選考会が開かれる野上益一郎の自宅に警護に行く。だが、そこで起こったのは、窃盗ではなく殺人だった。

## 主な登場人物
- 片山義太郎 - 警視庁捜査一課のダメ刑事
- 片山晴美 - 義太郎の妹
- 石津刑事 - 晴美に恋をする猫嫌いの刑事
- ホームズ - 三毛猫

## 書誌情報
- 『三毛猫ホームズの失楽園』（光文社カッパノベルス、1996年11月） ISBN 4-334-07213-5
- 『三毛猫ホームズの失楽園』（光文社光文社文庫、1999年11月） ISBN 4-334-72906-1
- 『三毛猫ホームズの失楽園』（角川書店角川文庫、2007年05月） ISBN 978-4-04-187995-5